# 沃克米爾 (馬里蘭州)
沃克米爾（英語：Walker Mill）是位於美國馬里蘭州佐治王子縣的一個普查規定居民點。

## 人口
根據2020年美國人口普查的數據，沃克米爾的面積為7.81平方千米，當中陸地面積為7.81平方千米，而水域面積為0.00平方千米。當地共有人口12187人，而人口密度為每平方千米1,560.44人。